# Lollywood
Lollywood (Urdu: لالیوڈ) é um termo para referir a indústria cinematográfica do Paquistão, baseada na cidade de Lahore.  O nome é uma palavra-valise com o nome inicial da cidade com Hollywood. A palavra "Lollywood" foi pela primeira vez cunhada no Verão de 1989 na hoje extinta revista "Glamour" publicada em Karachi por um colunista chamado Saleem Nasir. Sameena Jaffry foi o editor e Iqbal Munir foi o difusor da revista.  Saleem Nasir tinha destinado o termo como uma piada para emular Bollywood. A palavra Lollywood foi então escolhida por Urooj Samdani, um jornalista crítico de cinema, que escreveu um artigo sobre a indústria cinematográfica paquistanesa na própria revista Women's Own Magazine. 
A indústria cinematográfica em Lahore começou em 1929 com a abertura da United Players' Studios no Ravi Road. A pedra fundamental para o estúdio foi fixado pelo Abdur Rashid Kardar. Desde então, o estúdio conseguiu várias produções indianas competindo com outros centros de produção cinematográfica na Índia britânica, ou seja, Bombaim e Calcutá. 
Após a Partição da Índia, Lahore foi o único centro de produção cinematográfica no recém-encontrado no Paquistão e na sua infância liberada o primeiro filme em 7 de Agosto de 1948 de título Teri Yaad. Desde então, centros de produção cinematográfica foram abertos nas cidades de Karachi e Peshawar.